# Wilhelm Spitzer
Wilhelm Spitzer (* 8. Juli 1895 in Murowanitz, Kreis Bromberg; † 1973) war ein Abgeordneter der deutschen Minderheit im polnischen Sejm.

## Leben
Spitzer, Sohn eines preußischen Staatsförsters, besuchte das humanistische Gymnasium in Gnesen und studierte anschließend Rechtswissenschaften in Freiburg i.Br., Berlin und Breslau. Von Anfang 1917 bis Ende 1918 war er im Ersten Weltkrieg in Flandern und Nordfrankreich eingesetzt. Nach der Referendarszeit war er ab 1920 im polnischen Justizdienst tätig. Hier arbeitete er ein Jahr als Kreisrichter in Wongrowitz, bevor er sich im August 1923 in Bromberg als Rechtsanwalt selbstständig machte. 
Von 1925 bis 1928 war Spitzer Stadtverordneter in Bromberg. 1928 wurde er im Wahlkreis Thorn für den Blocks der Nationalen Minderheiten (BNM) in den polnischen Sejm gewählt.